# Vadillo de la Sierra
Vadillo de la Sierra è un comune spagnolo di 138 abitanti situato nella comunità autonoma di Castiglia e León.